# Sh2-112
Sh2-112 è una nebulosa a emissione visibile nella costellazione del Cigno.
Si individua nella parte settentrionale della costellazione, circa 1,5° a WNW della brillante stella Deneb; il periodo più indicato per la sua osservazione nel cielo serale ricade fra i mesi di luglio e dicembre ed è notevolmente facilitata per osservatori posti nelle regioni dell'emisfero boreale terrestre.
Si tratta di una regione H II circolare delle dimensioni apparenti di circa 15', attraversata da una banda scura sul suo lato occidentale orientata in senso nord-sud. Si ritiene che la stella responsabile della sua eccitazione sia BD+45 3216, una stella blu doppia di classe spettrale O8V e una magnitudine apparente di 9,18; le stime sulla distanza di questa stella forniscono un valore di 1740 parsec (circa 5670 anni luce), che collocherebbe così Sh2-112 in una regione del Braccio di Orione particolarmente ricca e fisicamente molto vicina al grande sistema nebuloso di Cygnus X. La nebulosa è posta in una regione di formazione stellare di cui, secondo il catalogo Avedisova, farebbero parte anche alcune sorgenti di onde radio e la nube molecolare [DBY94] 29, che possiede una massa di 1880 M⊙; tuttavia in uno studio del 1994 si riporta per quest'ultima nube una distanza di 2100 parsec.